# Фичев, Никола
Никола Фичев (1800 год, Дряново — 1881 год, Велико-Тырново), часто называемый Колю Фичето — болгарский архитектор, выдающийся представитель Болгарского Возрождения XIX века, строитель и скульптор.
В возрасте трёх лет Никола стал сиротой, потеряв отца. Начал обучение в возрасте 10 лет в Трявне. Когда ему было 17 лет, изучал камнетёсное ремесло у мастеров западноболгарской строительной школы в городе Горица (Корча, в современной Албании). После этого работал на строительстве церквей, колоколен и мостов в Брацигово. Никола стал подмастерьем в возрасте 23 лет и был полноправным членом строительной гильдии в 36 лет.
Помимо родного болгарского языка, свободно говорил на турецком и владел в достаточной степени греческим и румынским языками, однако был неграмотен, не умел читать и писать.
По легенде, Колю Фичето взялся строить мост через Янтру, пообещав турецкому паше, выступившему заказчиком этого сооружения, что если он не уложится в выделенную ему сумму денег (бывшую втрое меньшей, чем запрошенные другими подрядчиками), то паша будет волен казнить его. Эти гордые слова мастера высечены на памятнике Колю Фичето, установленном в Велико-Тырново. Однажды Колю Фичето лёг под один из построенных им мостов во время испытания, дабы показать свою уверенность в его надёжности.
После Освобождения Никола Фичев был назначен городским архитектором  Велико-Тырново, где осуществлял строительную експертизу. Умер архитектор в Велико-Тырново в 1881 году, где и был похоронен.
В 1980 году в Болгарии прошли торжественные мероприятия в честь 100-летия архитектора Н. И. Фичева.

## Сооружения
- Беленский мост на реке Янтре (1865—1867)
- крытый мост в Ловече на реке Осым (1872—1874)[4]
- мост над рекой Росицей у Севлиево
- Хаджи-Николин хан (постоялый двор с лавками) на улице Самоводска чаршия в Велико-Тырново
- турецкий конак (здание администрации) в Велико-Тырново
- кафедральный собор Рождества Богородицы в Велико-Тырново
- храм Святых Константина и Елены в Велико-Тырново
- церкви в его родном городе
- Церковь Святой Троицы в Свиштове, 1867.